# František Gallia
František Gallia (4. září 1912 Koryčany – 1. dubna 1950 Praha) byl český lékař, odborník v oblasti virologie.
Absolvoval v roce 1936 Lékařskou fakultu Masarykovy univerzity, po základní vojenské službě pracoval v humpolecké nemocnici. Před druhou světovou válkou emigroval s manželkou, lékařkou Jindřiškou Galliovou (rozenou Munkovou) do Venezuely, kde pracoval jako veterinární laborant, krátce působil také ve Spojených státech amerických.
Po válce se Galliovi vrátili do Prahy, kde se František stal vedoucím virologického oddělení Státního zdravotního ústavu. Zde objevil virus středoevropské klíšťové encefalitidy. Zemřel v nedožitých osmatřiceti letech na psitakózu, kterou se nakazil při zkoumání infikovaných papoušků v pražské zoologické zahradě. Gallia byl členem KSČ, jeho smrt byla proto v době studené války vyšetřována Státní bezpečností jako možná protistátní sabotáž. Pohřben byl na Olšanských hřbitovech.
Byla mu udělena Státní cena Klementa Gottwalda in memoriam.